# Шпанска марка
Шпанска марка (лат. marca hispanica) била је погранична територија царства Карла Великог која се налазила у северном делу данашње Шпаније. Настала је после дуге борбе са Арабљанима на Пиринејском полуострву. Владар арапске државе на Пиринејском полуострву од 756. године био је Абд-Ар-Рахман, избегли члан династије Омејада која је збачена у Дамаску 750. године. Један од противника Абд-Ар-Рахмана затражио је подршку Франака који су покренули трупе. Прво су Франци упали и  безуспешно опсели Сарагосу. У повратку заштитницу Франака уништили су Баски и притом је погинуо префект бретонске марке Роланд.
После овог неуспеха Карло Велики је средио ствари унутар своје државе. После тога обновљен је рат са Арапима. У периоду од 795. до 812. године освојено је цело подручје између Пиринеја и реке Ебро и припојено Аквитанији као посебна, Шпанска марка.